# Sarah O'Connor
Sarah E. O'Connor est une biologiste moléculaire américaine qui cherche à comprendre la machinerie moléculaire impliquée dans l'assemblage d'importants produits naturels végétaux - vinblastine, morphine, iridoïdes, sécologanine - et comment la modification des enzymes impliquées dans cette voie conduit à divers analogues. Elle est chef de projet au John Innes Centre au Royaume-Uni entre 2011 et 2018. O'Connor est nommée par la Société Max-Planck pour le développement des sciences en 2018 à la tête du département de biosynthèse des produits naturels de l'Institut Max-Planck d'écologie chimique à Iéna, en Allemagne, prenant ses fonctions en 2019.

## Biographie
O'Connor obtient son doctorat avec Barbara Imperiali sur les effets conformationnels induits par les grosses protéines au Massachusetts Institute of Technology (MIT). Elle est boursière postdoctorale à la Harvard Medical School, puis revient au MIT en tant que professeure de 2003 à 2010.
Le travail d'O'Connor implique une étude détaillée de nombreuses espèces importantes de plantes médicinales : Rauvolfia serpentina, Catharanthus roseus et Aspergillus japonicus. Son laboratoire utilise la bioinformatique et la caractérisation enzymatique pour découvrir de nouvelles voies par lesquelles les plantes construisent ces molécules. L'insertion de nouvelles enzymes, par exemple une halogénase  ou une oxydase  aboutit à de nouvelles variantes des molécules non trouvées dans la nature.
Elle reçoit le Prix Pfizer en chimie des enzymes et le Prix du mérite de la recherche Wolfson de la Royal Society en 2011, la Médaille Wain en 2013. Elle est élue à l'Organisation européenne de biologie moléculaire en 2017. Elle reçoit le Prix Perkin de la Royal Society of Chemistry pour la chimie organique en 2019 et le Prix Ernest-Guenther en 2021 dans la chimie des produits naturels de l'American Chemical Society. En 2023, elle a reçu le prix Gottfried Wilhelm Leibniz de la Fondation allemande pour la recherche et a été élue Membre de la Royal Society.  En 2024, elle a reçu le titre de docteur honoris causa de l'université de Tours et la médaille Prelog de l'ETH Zurich. Elle a également été admise au sein de l'Académie Léopoldine. 